# Edmond Hall
Edmond Hall est un clarinettiste américain de jazz né à La Nouvelle-Orléans en 1901 et mort à Boston dans le Massachusetts en 1967.

## Discographie
Enregistrements :
- Profoundly blue (1941)
- I want to be happy (1944)
- Dardanella (avec Armstrong, 1955)
- Historic Barcelona Concert at the Windsor Palace (Louis Armstrong & his All Stars, 23 décembre 1955)
- Indiana  (avec Armstrong, 1956)
- Swingin' (avec Gustav Brom)
- Sweet Georgia Brown  (avec Gustav Brom)
- Down on the desert  (avec Gustav Brom)
- Weary Blues  (avec Gustav Brom)